# (200166) 1999 CB146
(200166) 1999 CB146 es un asteroide perteneciente al cinturón de asteroides, descubierto el 8 de febrero de 1999 por el equipo del Spacewatch desde el Observatorio Nacional de Kitt Peak, Arizona, Estados Unidos.

## Designación y nombre
Designado provisionalmente como 1999 CB146.

## Características orbitales
1999 CB146 está situado a una distancia media del Sol de 3,115 ua, pudiendo alejarse hasta 3,328 ua y acercarse hasta 2,902 ua. Su excentricidad es 0,068 y la inclinación orbital 9,838 grados. Emplea 2008,82 días en completar una órbita alrededor del Sol.

## Características físicas
La magnitud absoluta de 1999 CB146 es 15,2. Tiene 5,012 km de diámetro y su albedo se estima en 0,058.